# Gai Volusè Quadrat
Gai Volusè Quadrat (en llatí Caius Volusenus Quadratus) era un militar romà del segle i aC.
Va ser tribú militar de Juli Cèsar a la Gàl·lia, i enviat en missió de reconeixement a Britànnia amb un vaixell de guerra, i el mateix conqueridor el descriu com "vir et consilii magni et virtutis". Després va ser praefectus equitum de Cèsar a Grècia contra Gneu Pompeu l'any 48 aC.
L'any 43 aC va ser tribú de la plebs i va donar suport a Marc Antoni.